# Вендрамини, Джованни
Джованни Вендрамини (итал. Giovanni Vendramini, 1769[…], Ронкаде, Венеция — 8 февраля 1839, Лондон) — итальянский гравёр, работавший в Великобритании (где был известен, как Джон Вендрамини) и России. Старший брат гравёра и литографа Франческо Вендрамини (1780—1856).

## Биография
Родился в 1769 году в Венецианской республике, в городе Ронкаде. Ремеслу гравёра учился сперва в другом принадлежавшем Венеции городе — Бассано-дель-Граппа, а затем — в Лондоне у Франческо Бартолоцци. В 1802 году, живя в Лондоне, женился на англичанке, а в 1805 году с женой уехал в Россию. В России карьера Вендрамини поначалу развивалась хорошо, однако в итоге он был вынужден в спешке уехать обратно в Лондон.

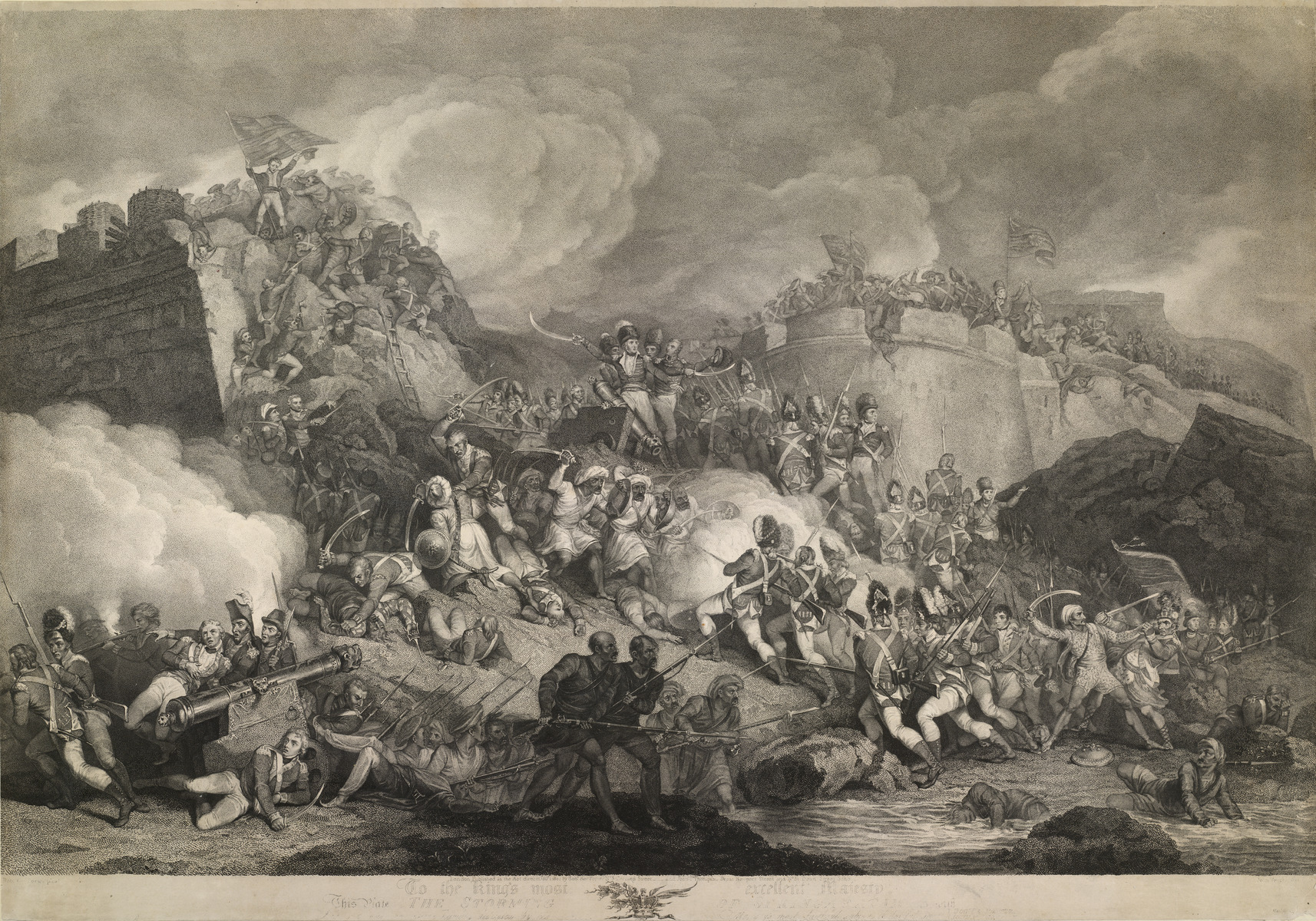
Штурм Серингапатама британцами в 1799 году.

Насчёт причин отъезда художника существуют две версии. Согласно первой, восходящей к самому Вендрамини, его так ценили в России, что отказывались отпускать обратно в Европу. Подобная ситуация неоднократно происходила с иностранными деятелями искусства двумя столетиями ранее, но для начала XIX столетия это был бы явный анахронизм. Согласно другой версии, отъезд Вендрамини был связан с большой и ценной античной камеей из собраний Эрмитажа, которая была передана ему для воспроизведения в гравюре. Во время работы что-то пошло не так: по всей вероятности, Вендрамини повредил или разбил камею. Гравёру грозили серьёзные неприятности, однако он сумел заручиться поддержкой посла Королевства Сицилия герцога Антонио Серра-ди-Каприола, который помог ему выехать из России под видом курьера, перевозившего дипломатические депеши.
В то же время, младший брат Джованни, Франческо (Франц) Вендрамини (1780—1856) остался в России, стал академиком и профессором Императорской академии художеств в Санкт-Петербурге. Всю свою жизнь проработал в России и сын Франческо, племянник Джованни, архитектор Леонардо (?) Вендрамини (1812—1857), которого на русский манер называли Львом Францевичем.
Что касается Джованни Вендрамини, то он вернулся в Лондон, где работал гравёром в течение многих лет.
Среди самых известных работ Вендрамини: гравюры с  шедевров старых мастеров («Мистическое обручение святой Екатерины» Веронезе, «Святой Себастьян» Риберы, «Леда и лебедь» Леонардо да Винчи и др.), поражающая тщательной проработкой деталей гравюра «Штурм Серингапатама», цикл гравюр «Лондонские торговцы и разносчики» («Возгласы Лондона») с оригиналов Фрэнсиса Уитли (цикл существует в двух вариантах — раскрашенные и нераскрашенные гравюры). 
Джованни Вендрамини скончался в Лондоне в 1839 году.

## Серия «Лондонские торговцы и разносчики» («Возгласы Лондона») с оригиналовФ. Уитли(раскрашенные гравюры).

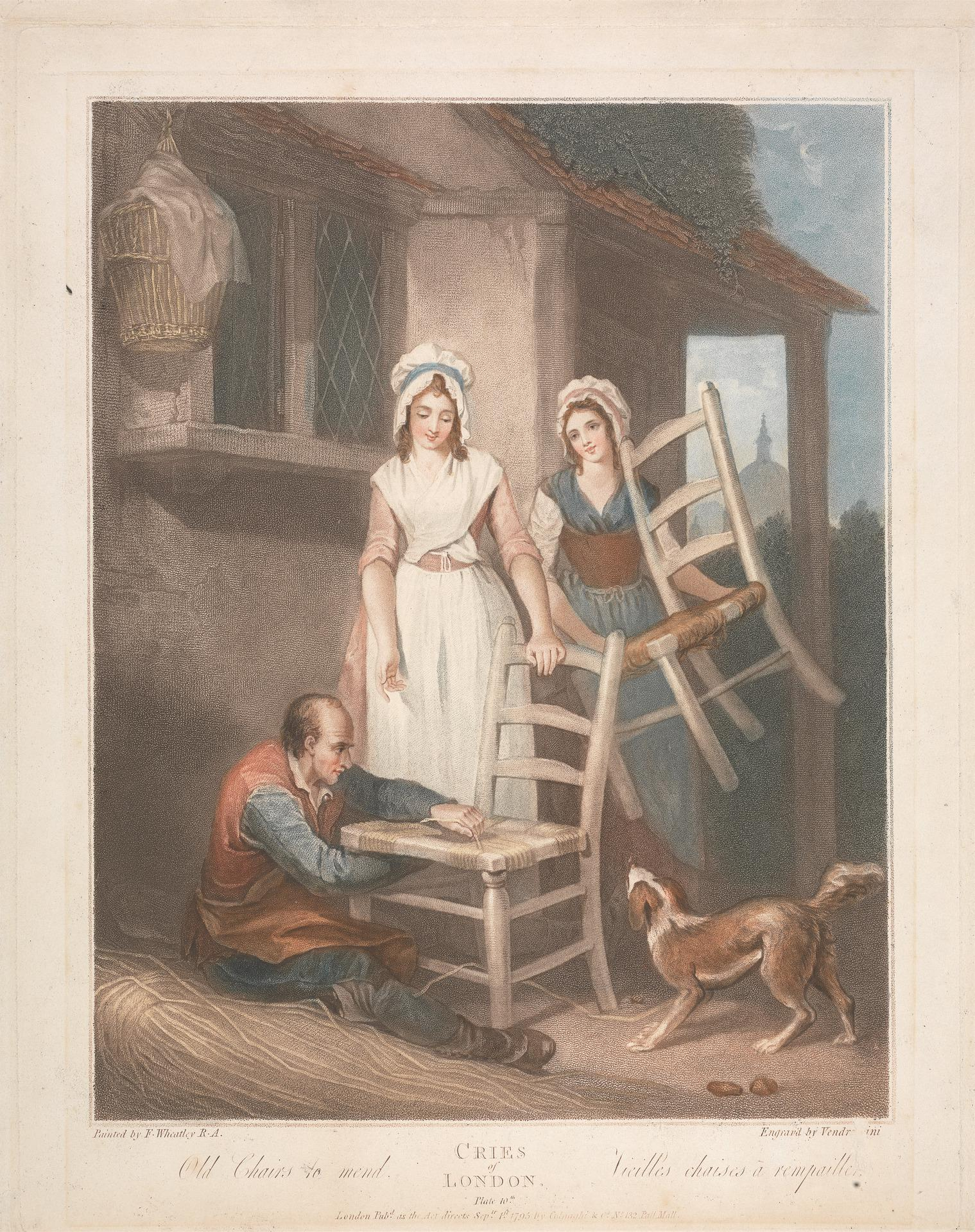
«Чиню старые стулья!»
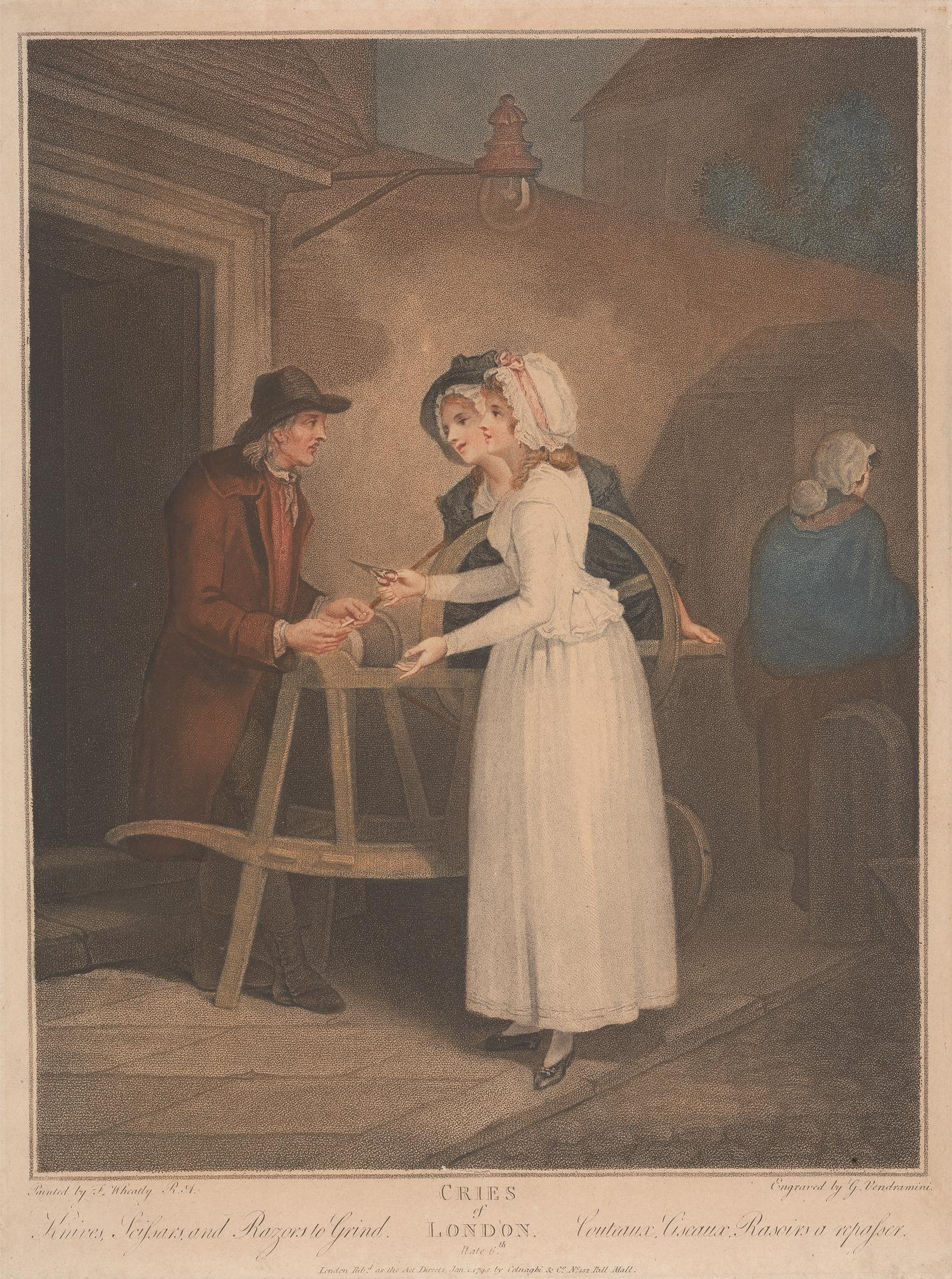
«Точу ножи-ножницы!»
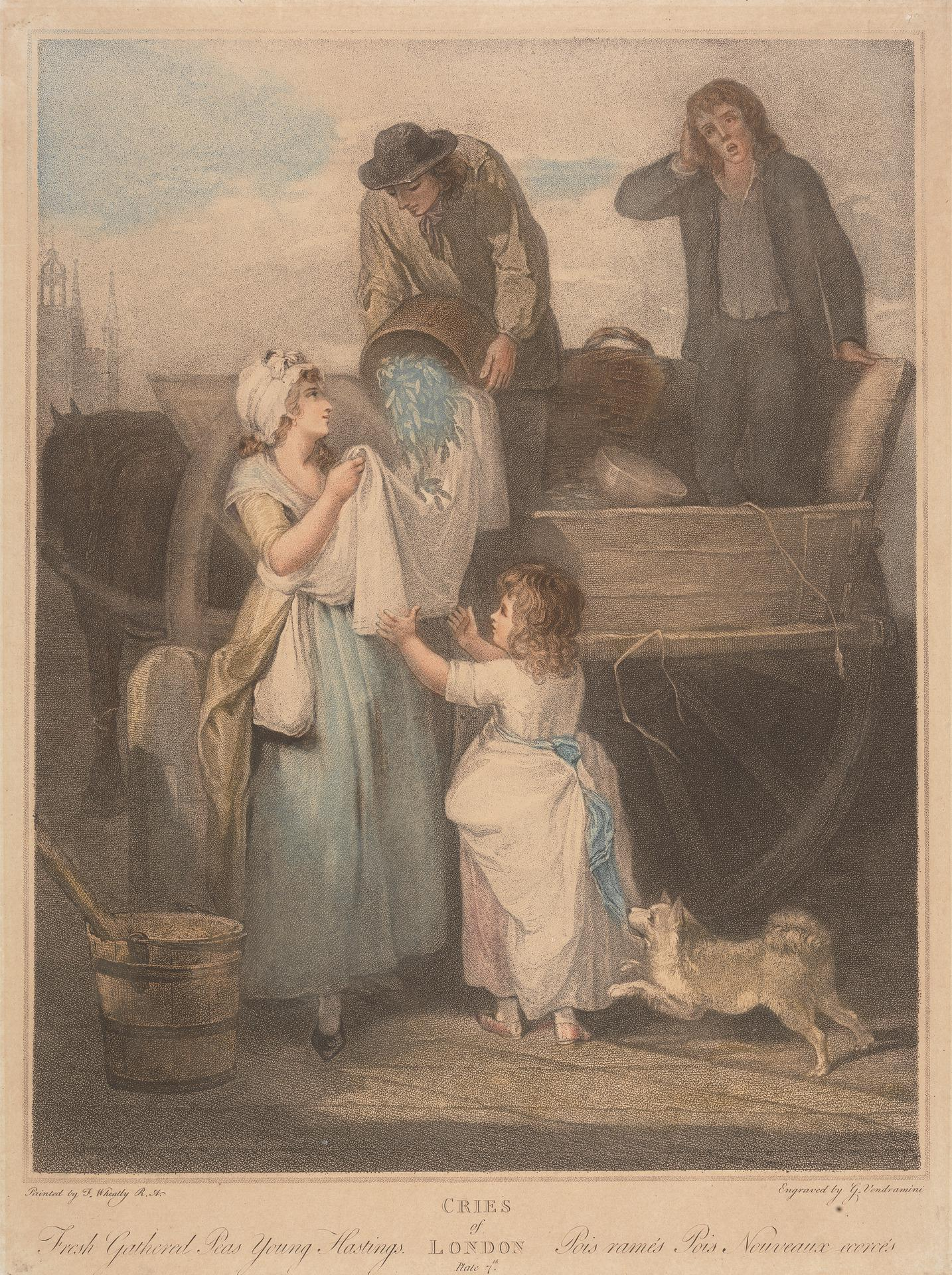
«Кому свежей фасоли, только что с поля?»
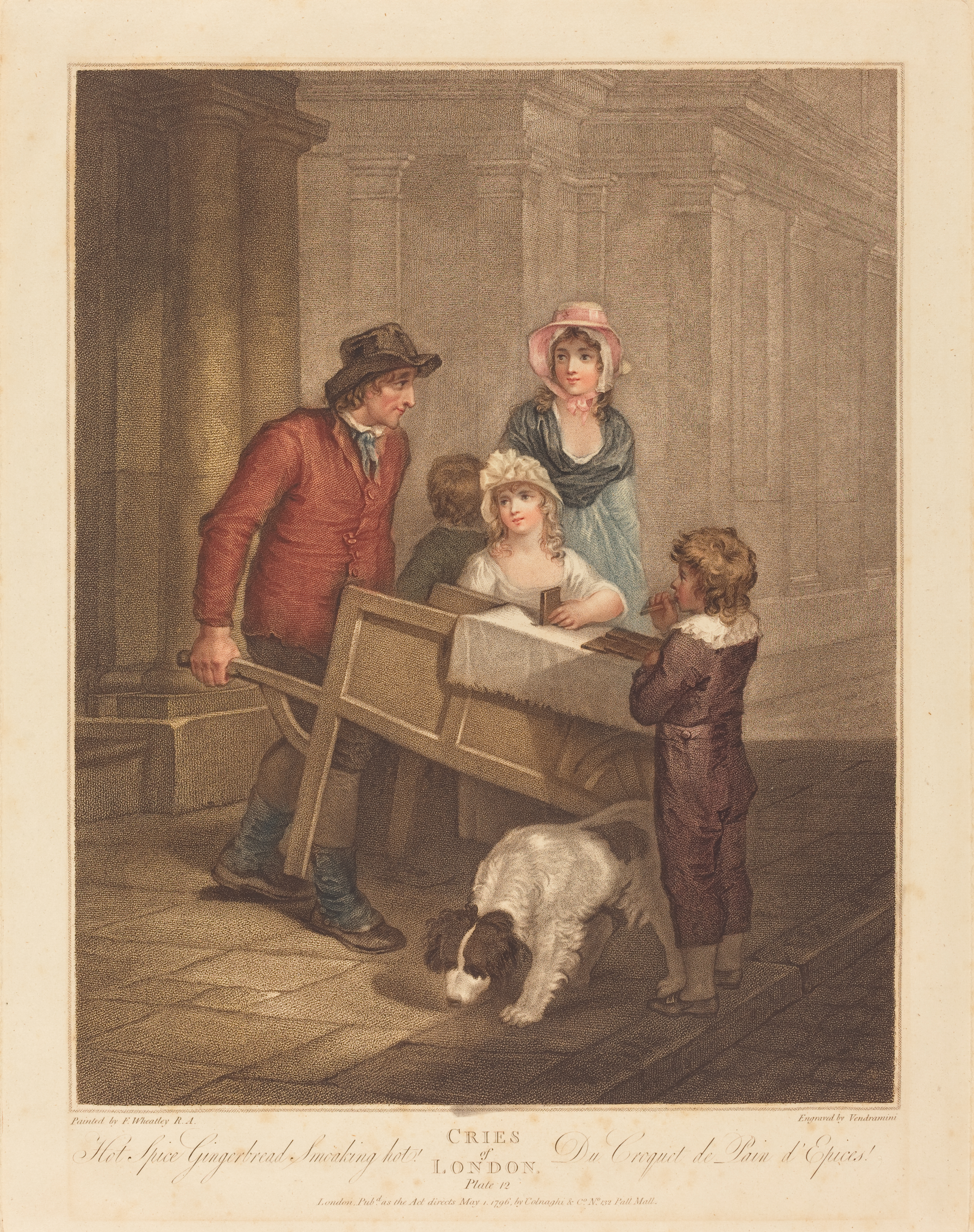
«Кому имбирный пряник, из печи, пряный?»
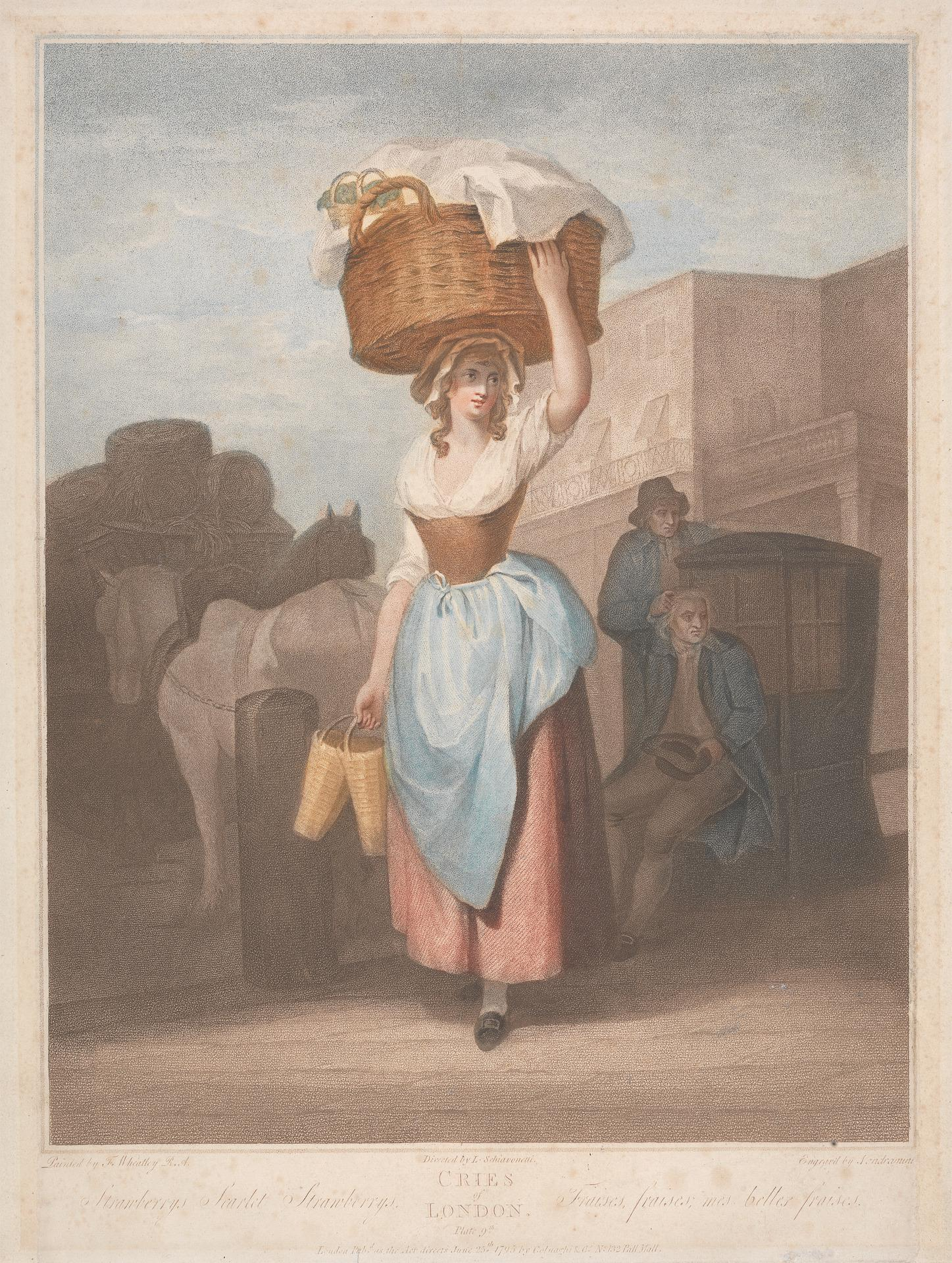
«Клубника, свежая клубника!»